# Notocactus
Notocactus je rod kulovitých až válcovitých kaktusů, rostoucí v nižších oblastech Jižní Ameriky. Počet druhů je již přes sto a nadále se zvyšuje. Je oblíben mezi pěstiteli, některé druhy jsou nabízeny i široké veřejnosti v obchodech. Jméno je převzato od podrodu Notocactus vytvořený K. Schumannem a v řečtině (notos=jižní) znamená označení oblasti rozšíření těchto kaktusů.

## Popis
Stonky jsou velmi rozdílného vzhledu. Mohou být čistě kulovité, stlačeně kulovité až prodlouženě kulovité, někdy ve stáří až sloupkovité. Obvyklá velikost je 5 až 20 cm, větší jsou sloupovité Eriocactusy a rostliny okruhu N. horstii. Stonek může být solitérní, odnožují zejména rostliny podrodu Notocactus. Eriocactusy odnožují u báze a vytvářejí skupiny. Některé druhy mají poměrně vysoká a ostrá žebra (Malacocarpus,  některé Eriocactusy, okruh N. ottonis), jinak jsou většinou žebra početná a tupá až zaoblená a nízká. Jsou většinou přímá, méně často spirálovitá. Žebra mohou být skoro až rozdělená do hrbolů nebo nést výrazné meziareolové vystupující hrboly (Neonotocactus) nebo brady (Malacocarpus). Temeno holé nebo vlnaté. Ve stáří rostliny na bázi korkovatí. Obvyklý počet žeber je 7 až 20.
Otrnění je většinou jemné, jehlovité až štětinovité, v počtu 4 až 12, vzácně i více. Středové trny bývají čtyři, postavené do kříže, často dolní více výrazný. Silné pevné otrnění mají Neonotocactus a Malacocarpus. Háčkovité trny mají pouze N. minimus a občas N. brevihamatus.
Květy jsou vesměs žluté barvy, v odstínech červené kvetou zejména okruhy rostlin okolo N. horstii a N. rutilans. Charakteristickým znakem podrodů Neonotocactus, Notocactus a Malacocarpus je červená až purpurová blizna. Květy vyrůstají v centru až po obvodu temene. Obvyklá velikost je 4 až 8 cm, menší květy, asi 2 cm, má Brasilicactus. Poupě, květní trubka i plod jsou kryty výraznou vlnou a štětinami. Většina druhů je autogamní, vytváří semena bez opylení druhou rostlinou.
Plody bobulovité, soudkovité až kyjovitě protáhlé, často s velkými zbytky květů. Jsou většinou masité, po dozrání suché s rozpadavou stěnou. Malacocarpusy mají plod i po dozrání šťavnatý. Mohou dozrávat až po několika měsících, někdy až na jaře (v roce po odkvětu). Obsahují často velké množství semen.
Semena jsou polokulovitá, šikmo přilbovitá až zvonovitá s bazálním rovným až zahnutým hilem, které je poněkud větší než tloušťka semene – okraje hila tvoří val. Testa je bradavkovitá, převážně černé barvy, u podrodu Eriocactus tmavě hnědá.
Kořeny jsou svazčité, zásobní dužnaté kořeny chybí.

## Popis podrodů

### Neonotocactus
Rostliny kulovité, mnohé druhy ve stáří až sloupkovité, neodnožující. Žebra přímá, s typickými meziareolovými hrbolky. Trny jsou přímé, šídlovité, pevné i u malých druhů s drobným a krátkým otrněním. Centrální mohou být značně silné a dlouhé až 4 cm. Jsou bělavé, krémové, slonovinové, načervenalé barvy, často s tmavší špičkou až koncovou třetinou. Květy na delší trubce, převážně žluté, vždy s červenou bliznou. Plody vysýchavé podlouhlé bobule s početnými semeny. Populární je N. rutilans, který má zvláštní sametově růžovofialový květ přecházející ve středu do žluté.

### Notocactus
druhově nejpočetnější a tvarově nejrozmanitější podrod. Okruh N. scopa jsou protáhlejší až sloupkovité rostliny s početnými žebry téměř rozpadlými do hrbolků, zcela zahalené do odstávajících barevných trnů, okruh N. apricus jsou více ploše kulovité rostliny s četnými, ale zřetelnými žebry a různě hustými ostny přímými nebo zkroucenými, u okruhu N. uebelmannianus ploše přitisknutými, jakoby pavoučkovitými. Skupina N. caespitosus jsou rostliny rostoucí výrazně válcovitě, s řidším otrněním. Okruh N. ottonis se vyznačuje jen několika žebry, zato mohutnými, řidším otrněním a častým odnožováním. Největší rostliny jsou z okruhu N. horstii, mohou mít výšku až 0,5 m. Většina druhů ovšem nepřeroste 12 cm. Trny jsou štětinovité pružné, pestře zbarvené. Jsou různorodé tvarem i počtem, přímé nebo zkroucené, mnohdy početné, bílé, žluté, červené, rezavé, hnědé, černé, často různých barev centrální a okrajové. Květy často na delší trubce, obvykle žluté, vždy s červenou bliznou, asi 4 až 8 cm velké. Největší květy u N. apricus mohou mít až 12 cm v průměru. Několik druhů kvete růžově, fialově, oranžově a červeně, především z okruhu N. horstii. Plody vysýchavé podlouhlé bobule s početnými semeny.

### Malacocarpus
Je znám také pod rodovým názvem Wigginsia. Rostliny neodnožují (s výjimkou N. prolifer a N. pulvinatus), jsou ploše kulovité nebo ve stáří protáhlé hruškovité, většinou do 20 cm. Na bázi korkovatí. Výrazná až velmi výrazná hluboká žebra s ostrou hranou jsou přímá, případně mírně spirálovitá. Hrana nese výrazné hrboly – brady. Na slunci mnohdy červenají, nejvíce u N. rubricostatus. Trny většinou méně výrazné a početné než u ostatních podrodů. Jsou pevné, rovné nebo prohlé, rohovinové, šedavé, černé nebo žlutavé barvy. Areolová vlna je zpočátku bohatá, později areoly holé. Temeno je kryté bohatou vytrvalou vlnou, která někdy vytváří výraznou čepici. Z ní vyrůstají přisedlé, talířovitě rozložené žluté květy vždy s červenou bliznou, jsou obvykle 3 až 5 cm velké. Plody po dozrání vyčnívají z vlny, jsou protáhlé, dužnaté, často růžové, vydrží na rostlině poměrně dlouho. Jsou to dlouhověké odolné rostliny, které s věkem rostou do krásy. Mnoho druhů objevil A. V. Frič, např. N. bezrucii, který údajně může dorůst až 60 cm v průměru.

### Brasilicactus
Nepravidelně ploše kulovité rostliny až 12 cm velké. Početná žebra jsou nevýrazná, rozpadlá do drobných hrbolků. Celé tělo je zahaleno trny, jsou velmi husté, až 2 cm dlouhé, odstávající, pružné. Květy drobnější, asi 2 cm velké, polouzavřené, přisedlé na temeni. Objevují se v časném jaru. Dva krásné druhy, N. graessnerii má zlatožluté otrnění a žluté až žlutozelené květy, N. haselbergii má stříbřitě bílé otrnění a oranžově červené květy.

### Eriocactus
V dospělosti válcovité až sloupovité rostliny. Udává se výška v přírodě až 2 m. U báze odnožují a vytváří skupiny. Žebra jsou přímá, často výrazná, areoly nesou pružné dolů směřující ostny žlutavé barvy. Temeno je kryto vlnou a je charakteristicky šikmo skloněné k jihu. Květy žluté včetně blizny, přisedlé, talířovité, až 6 cm velké. Plod drobný, kulovitý, semena početná. Nejznámější jsou zlatožluté sloupečky N. leninghausii, který má nejštíhlejší stonek pokrytý hustým otrněním. N. magnificus je spíše kulovitý a má mohutná žebra, nejkrásnější formy mají modravou epidermis a na hraně žeber zlatožlutý pás z areolové vlny a přitisklých ostnů.

### Notobrasilia
známá také jako Brasiliparodia je přechodovou skupinou k rodu Parodia. Menší kulovitá těla s drobnými žebry nesou hustší, pružné, žlutavé otrnění. Květy jsou žluté. Méně pěstované druhy.

## Výskyt a rozšíření
Notocactusy se řadí biotopicky do tzv. nížinných druhů a pocházejí z východní a střední části jihoamerického subkontinentu. Tyto lokality jsou pokryté většinou nízko položenými pampami s množstvím plochých nevýrazných pahorků (cuchillas) vystupujících pár desítek až stovek metrů nad okolní terén, majících tvar tabulových hor. Lokality pamp kombinované se suchým opadavým lesem nebo vlhčími společenstvy rostlin v andském předhůří. Druhá skupina zahrnuje mnoho druhů rostoucích v klimaticko-půdních poměrech blízkých Evropě. Rostou na kyselých, často silně humózních půdách, jež v době růstu bývají většinou dostatečně vlhké. Druhy rodu Notocactus se často vyskytují ve společenstvu se zástupci rodů Gymnocalycium a Frailea. Rostou zčásti na plném slunci, většinou ale přistíněné nízkými křovinami nebo travními trsy a v sevření trav, mechů, lišejníků a spadaného listí obvykle ve škvírách a příkopech, kde se nashromáždily zbytky odumřelých rostlin. Půda je poměrně kyselá a dosahuje hodnot 4,5 až 5,5 pH. Rostliny rodu Notocactus disponují bohatým kořenovým systémem jemných kořenů široce rozprostřeným, čímž čerpají živiny ze širokého okolí. Některé druhy osídlují široké areály a vytvářejí množství variet a forem. Naproti tomu jsou druhy, které nalezneme pouze na jediném místě a jen v několika exemplářích (N. concius v. eremiticus, N. harmonianus).
Areál rozšíření začíná v jižních státech Brazílie (Rio Grande do Sul, Santa Catarina, Paraná), přes Uruguay a Paraguay až do Argentiny. Velké množství pochází z pomezí Uruguay-jižní Brazílie. Směrem na západ se hustota výskytu snižuje. Poslední zástupce rodu nalezneme v Sierra Cordoba v severní Argentině (N. submammulosus, N. sessiliflorus) a dále v Sierra de Ancasti poblíž Catamarca (N. submammilatus). Na sever zasahuje hranice výskytu až do Paraná (N. villa-velhensis, N. Linkii). Největší bohatství nových nálezů však pochází z jižních států Brazílie.
Tak širokému areálu rozšíření také odpovídají značně odlišné klimatické podmínky. Od Uruguaye s průměrnými ročními teplotami 15–18 °C a srážkami mezi 800–1300 mm/rok až po Brazílii s teplotami 17–19 °C a srážkami 1200–2000 mm/rok.

## Pěstování
V porovnání se severoamerickými druhy snášejí tyto rostliny humóznější substrát s větší dávkou vláhy i větším přistíněním během dne. V zimě vyžadují světlé a suché stanoviště s teplotami 8–10 °C. Substrát může zůstat i vlhčí.

## Systematika
První zástupce rodu Notocactus se objevil v roce 1818 Haworth, popsal jej pod jménem Cactus erinaceus. V roce 1825 Sprengel popsal Cereus scopa a v r. 1826 Lehmann Cactus langsdorfii. Další druhy objevil Sellow v letech 1823–1827 v Brazílii a Uruguay. Později byly přeřazeny do velkorodu Echinocactus, kam patřila většina kulovitých kaktusů. K. Schumann v díle Gesamtbeschreibung der Kakteen (1898) v tomto rodu vytvořil pro tyto rostliny podrod Notocactus. Britton & Rose jej převedli na úroveň samostatného rodu. V polovině minulého století se ustálilo členění na rod Notocactus, zahrnující podrody Notocactus a Neonotocactus, a samostatné rody Malacocarpus, Brasilicactus a Eriocactus, později i Brasiliparodia popsaný F.Ritterem (1979). Koncem století došlo opět ke sloučení do velkorodu Notocactus. V současnosti někteří taxonomové řadí notokaktusy do rodu Parodia.
F. Buxbaum v r. 1974 vytvořil tribus Notocacteae a subtribus Notocactinae do něhož zahrnul i rody Notocactus, Frailea, Astrophytum a Uebelmannia

## Taxony

### Subgenus Neonotocactus
- Notocactus allosiphon Marchesi, 1972
- Notocactus arnostianus Lisal & Kolarik, 1986
- Notocactus buiningii Buxbaum, 1968
- Notocactus cristatoides Ritter
- Notocactus curvispinus Ritter, 1979
- Notocactus erubescens (Osten) Marchesi, 1972
- Notocactus erythracanthus Schlosser & Brederoo, 1985
- Notocactus eugeniae Vliet, 1976
- Notocactus euvelenovskyi Fleischer et Schütz, 1975
- Notocactus floricomus (Arechavaleta) Berger ex Backeberg, 1929
- Notocactus gutierrezii Abraham, 1988
- Notocactus macambarensis Prestle, 1986
- Notocactus mammulosus (Lemaire) Berger ex Backeberg, 1929
- Notocactus megalanthus Schlosser et Brederoo, 1981
- Notocactus mueller-melchersii Frič ex Backeberg, 1935
- Notocactus mueller-moelleri Frič ex Fleischer & Schütz, 1975
- Notocactus orthacanthus (Link & Otto) Vliet, 1970
- Notocactus pampeanus (Spegazzini) Backeberg & F. Knuth
- Notocactus paulus Schlosser & Brederoo, 1980
- Notocactus permutatus Ritter, 1979
- Notocactus ritterianus Lisal & Kolarik, 1986
- Notocactus roseiflorus Schlosser & Brederoo, 1978
- Notocactus roseoluteus Vliet, 1973
- Notocactus rubropedatus Ritter, 1979
- Notocactus rutilans Daeniker & Krainz, 1948
- Notocactus submammulosus (Lemaire) Backeberg, 1935
- Notocactus veenianus Vliet, 1974
- Notocactus winkleri Vliet, 1975

Přechodné taxony mezi Neonotocactus a Notocactus jsou: arnostianus, curvispinus, megalanthus, ritterianus, roseoluteus.

### Subgenus Notocactus
- Notocactus acutus (R.Kiesling) G.D.Rowley, 1980
- Notocactus agneate Vliet, 1975
- Notocactus apricus (Arechavaleta) Berger ex Backeberg, 1929
- Notocactus arachnitis Ritter, 1970
- Notocactus arechavaletae (Spegazzini) Ritter, 1979
- Notocactus blaauwianus Vliet, 1976
- Notocactus bommeljei Vliet, 1968
- Notocactus brederooianus Prestle, 1985
- Notocactus caespitosus (Spegazzini) Backeberg
- Notocactus campestrensis Ritter, 1979
- Notocactus carambeiensis Buining & Brederoo
- Notocactus concinnus (Monville) Berger ex Backeberg, 1929
- Notocactus crassigibbus Ritter, 1970
- Notocactus eremiticus Ritter,
- Notocactus ferrugineus Schlosser,1982
- Notocactus fuscus Ritter,1979
- Notocactus glaucinus Ritter, 1979
- Notocactus glomeratus Menges ex Gerloff, 1991
- Notocactus harmonianus Ritter, 1979
- Notocactus herteri (Werdermann) Buining & Kreuzinger, 1950
- Notocactus horstii Ritter,1966
- Notocactus ibicuiensis Prestle, 1985
- Notocactus incomptus Gerloff, 1990
- Notocactus joadii (Hooker f.) Herter
- Notocactus laetivirens Ritter, 1979
- Notocactus linkii (Lehmann) Herter, 1955
- Notocactus megapotamicus (Osten) Herter, 1942
- Notocactus memorialis Prestle, 1988
- Notocactus meonacanthus Prestle, 1986
- Notocactus minimus Frič & Kreuzinger ex Berger, 1940
- Notocactus multicostatus Buining & Brederoo,
- Notocactus muricatus (Otto ex Pfeiffer) Backeberg, 1929
- Notocactus neobuenekeri Ritter, 1979
- Notocactus olimarensis Prestle 1988
- Notocactus ottonis (Lehmann) Berger ex Backeberg, 1929
- Notocactus oxycostatus Buining & Brederoo, 1972
- Notocactus pseudoherteri Buining,
- Notocactus purpureus Ritter, 1970
- Notocactus rauschii Vliet, 1969
- Notocactus rubrigemmatus Abraham, 1988
- Notocactus rudibuenekeri Abraham,1988
- Notocactus ruoffii Gerloff, 1990
- Notocactus scopa (Sprengel) Berger ex Backeberg, 1929
- Notocactus securituberculatus Ritter, 1979
- Notocactus schlosseri Vliet, 1974
- Notocactus soldtianus Vliet,1975
- Notocactus spinibarbis Ritter, 1979
- Notocactus stockingeri Prestle, 1985
- Notocactus succineus Ritter, 1970
- Notocactus tabularis (Cels ex Ruempler) Berger ex Backeberg, 1929
- Notocactus tenuicylindricus Ritter, 1970
- Notocactus tenuispinus (Link & Otto) Herter
- Notocactus uebelmannianus Buining, 1968
- Notocactus vanvlietii Rausch, 1970
- Notocactus villa-velhensis (Backeberg & Voll) Slaba, 1984
- Notocactus werdermannianus Herter,1942

Přechodné taxony mezi Notocactus a Neonotocactus jsou: fuscus, rauschii, schlosseri.

### Subgenus Malacocarpus
synonymum Wigginsia
- Notocactus acuatus (Link & Otto) Theunissen, 1981
- Notocactus beltranii (Frič ex Fleischer et Schütz) Schäfer, 1979
- Notocactus bezrucii (Frič)Schäfer, 1979
- Notocactus calvescens Gerloff & Nilson
- Notocactus corynodes (Otto ex Pfeiffer) Krainz, 1966
- Notocactus courantii (Lemaire) Theunissen, 1981
- Notocactus erinaceus (Haworth) Krainz,1966
- Notocactus fricii (Arechavaleta) Krainz,1966
- Notocactus kovarikii (Frič ex Berger) Krainz, 1966
- Notocactus langsdorfii (Lehmann) Krainz, 1966
- Notocactus leprosorum (Ritter) Havlicek,1981
- Notocactus leucocarpus (Arechavaleta) Schaefer, 1979
- Notocactus longispinus (Ritter) Havlicek, 1989
- Notocactus macroacanthus (Arechavaleta) Schaefer, 1979
- Notocactus neoarechavaletae (Schumann ex Spegazzini) Havlicek,1988
- Notocactus neohorstii Theunissen, 1981
- Notocactus pauciareolatus (Arechavaleta) Krainz,1966
- Notocactus polyacanthus (Link & Otto) Ritter et Theunissen, 1981
- Notocactus prolifer (Ritter) Theunissen, 1981
- Notocactus pulvinatus Vliet, 1970
- Notocactus rubricostatus (Frič ex Fleischer & Schütz) Schütz, 1979
- Notocactus sellowii (Link & Otto) Theunissen, 1981
- Notocactus sessiliflorus (Hooker) Krainz, 1966
- Notocactus schaeferianus (Abraham & Theunissen) Havlicek, 1988
- Notocactus stegmannii (Backeberg) Krainz, 1966
- Notocactus tephracanthus (Link & Otto) Krainz, 1966
- Notocactus tetracanthus (Lemaire) Gerloff et Al.
- Notocactus turbinatus (Arechavaleta) Krainz,1966
- Notocactus vorwerkianus (Werdermann) Krainz, 1966

### Subgenus Brasilicactus
- Notocactus graessneri (Schumann) Berger ex Krainz,1929
- Notocactus haselbergii (Haage) Berger ex Krainz, 1929

### Subgenus Eriocactus
- Notocactus ampliocostatus (Ritter) Theunissen, 1981
- Notocactus claviceps (Ritter) Krainz,1967
- Notocactus grossei (Schumann) Frič, 1928
- Notocactus leninghausii (Haage sen.) Berger ex Krainz, 1929
- Notocactus magnificus (Ritter) Krainz ex Taylor, 1966
- Notocactus nigrispinus (Schumann) Buining ex Rowley,1970
- Notocactus schumannianus (Nicolai) Frič ex Backeberg, 1928
- Notocactus warasii (Ritter) Hewitt & Donald, 1974

### Subgenus Notobrasilia
synonymum Brasiliparodia
- Notocactus aurisetus n.n.
- Notocactus alacriportanus (Backeberg & Voll) Buxbaum 1967
- Notocactus brevihamatus (W. Haage ex Backeberg) Buxbaum, 1967
- Notocactus buenekeri (Buining) Krainz et Buxbaum, 1966
- Notocactus catarinensis (Ritter) Scheinvar et Theunissen, 1981
- Notocactus chrysocomus n.n.
- Notocactus hamatacanthus n.n.
- Notocactus myriacanthus n.n.
- Notocactus parvus n.n.
- Notocactus rechensis Buining, 1968

### Synonyma
- Acanthocephala Backeb., 1938
- Brasiliparodia F.Ritter, 1979
- Brasilocactus (Frič) Backeberg, 1942
- Chrysocactus Y.Itô (nom. inval.)
- Dactylanthocactus Y.Itô
- Echinocactus, subg. Notocactus Schuman, 1898
- Eriocephala Backeberg, 1938
- Friesia Frič (nom. inval.)
- Hickenia Britton & Rose
- Jauhisoparodia Gabriel Blackhat
- Malacocarpus Salm-Dyck sensu Britton&Rose, 1922
- Microspermia Frič
- Neohickenia Fric
- Parodia Spegazzini sensu Brandt, 1982
- Sericocactus Y.Itô

## Fotogalerie

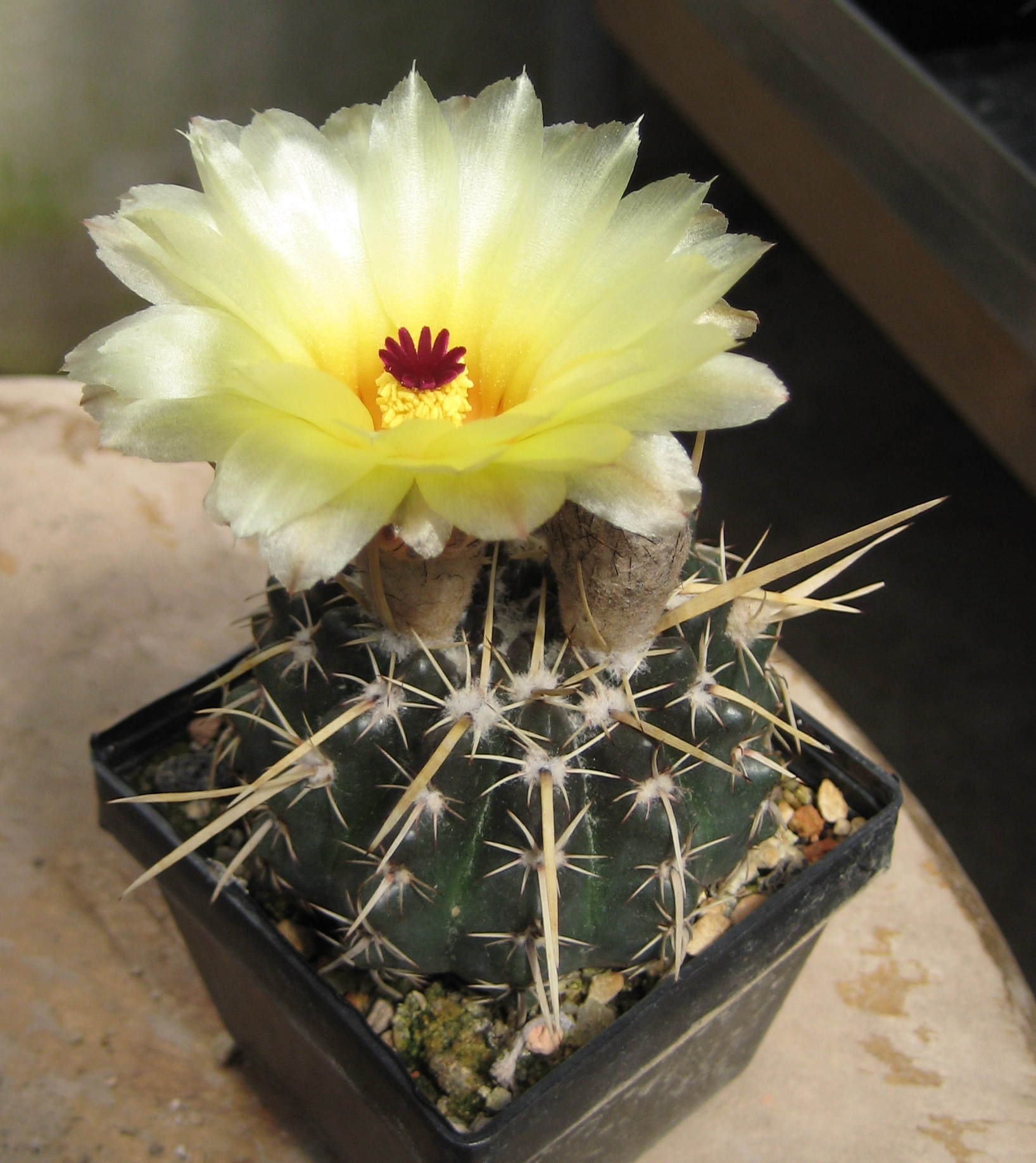
Notocactus submammulosus var. turecekianus. Subgenus Neonotocactus
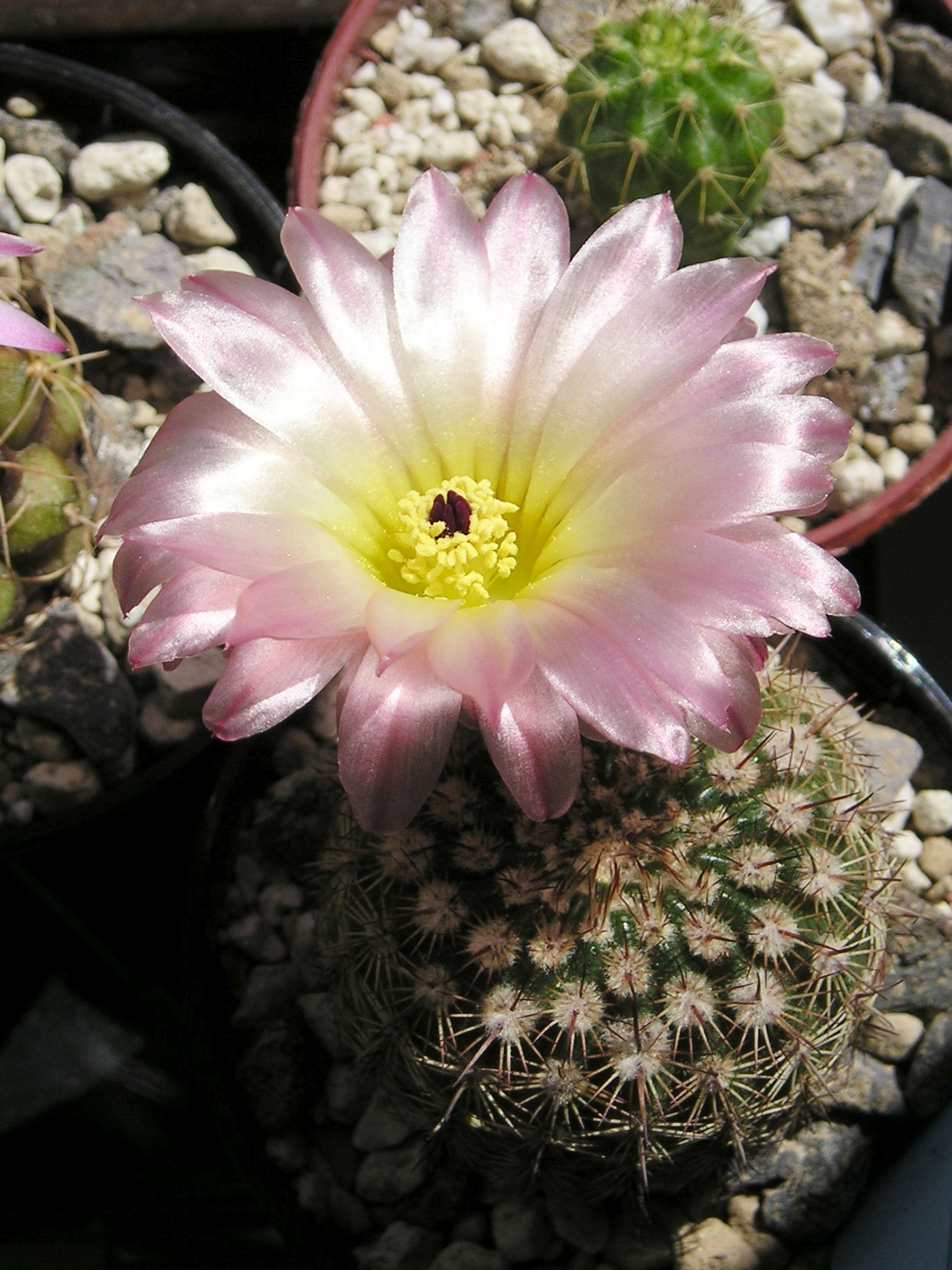
Notocactus rutilans , krátkoostná forma. Subgenus Neonotocactus
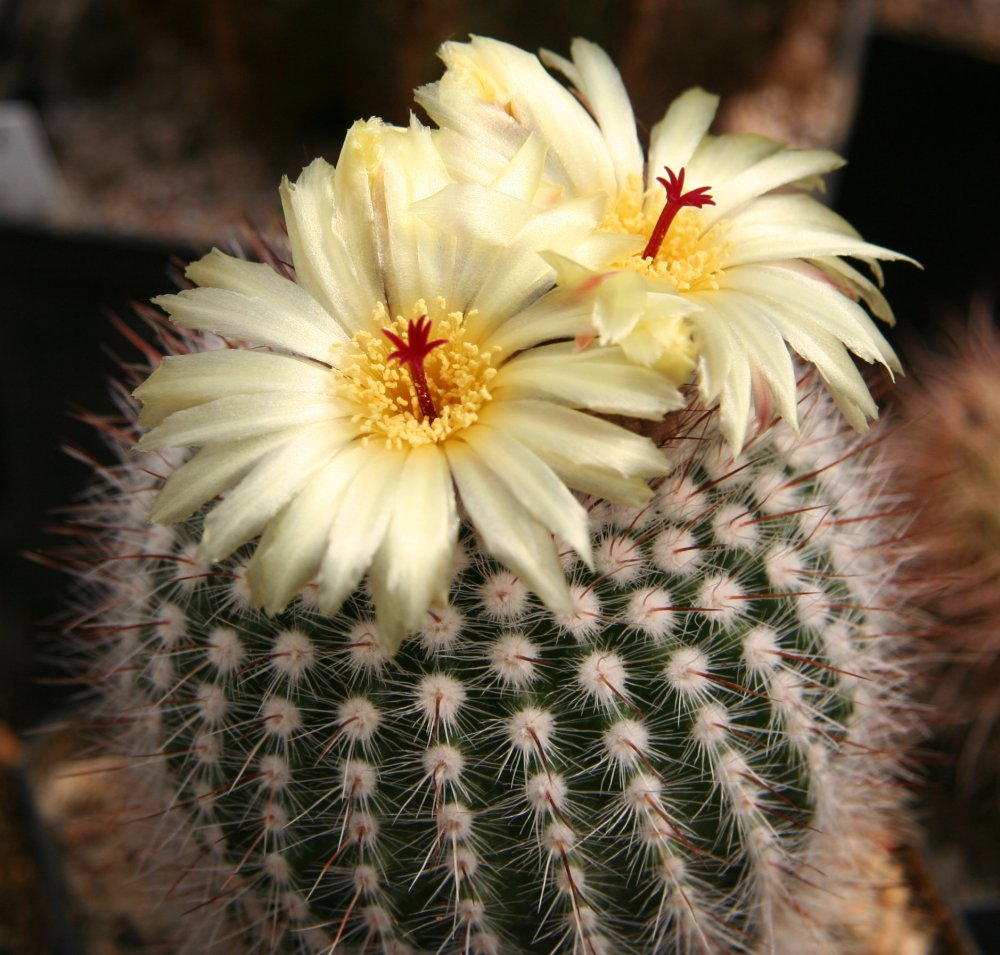
Notocactus scopa. Subgenus Notocactus
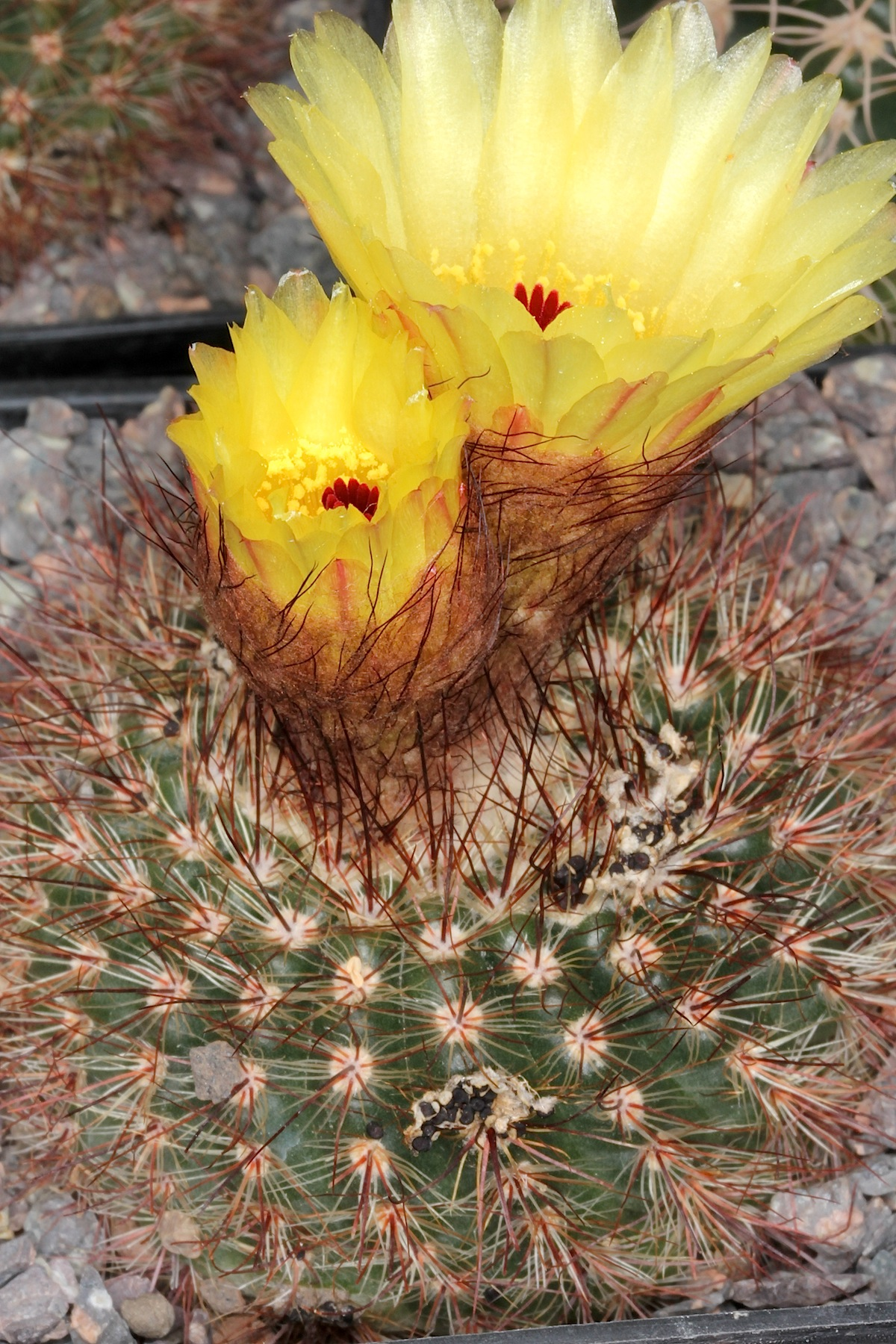
Notocactus tabularis.  Subgenus Notocactus
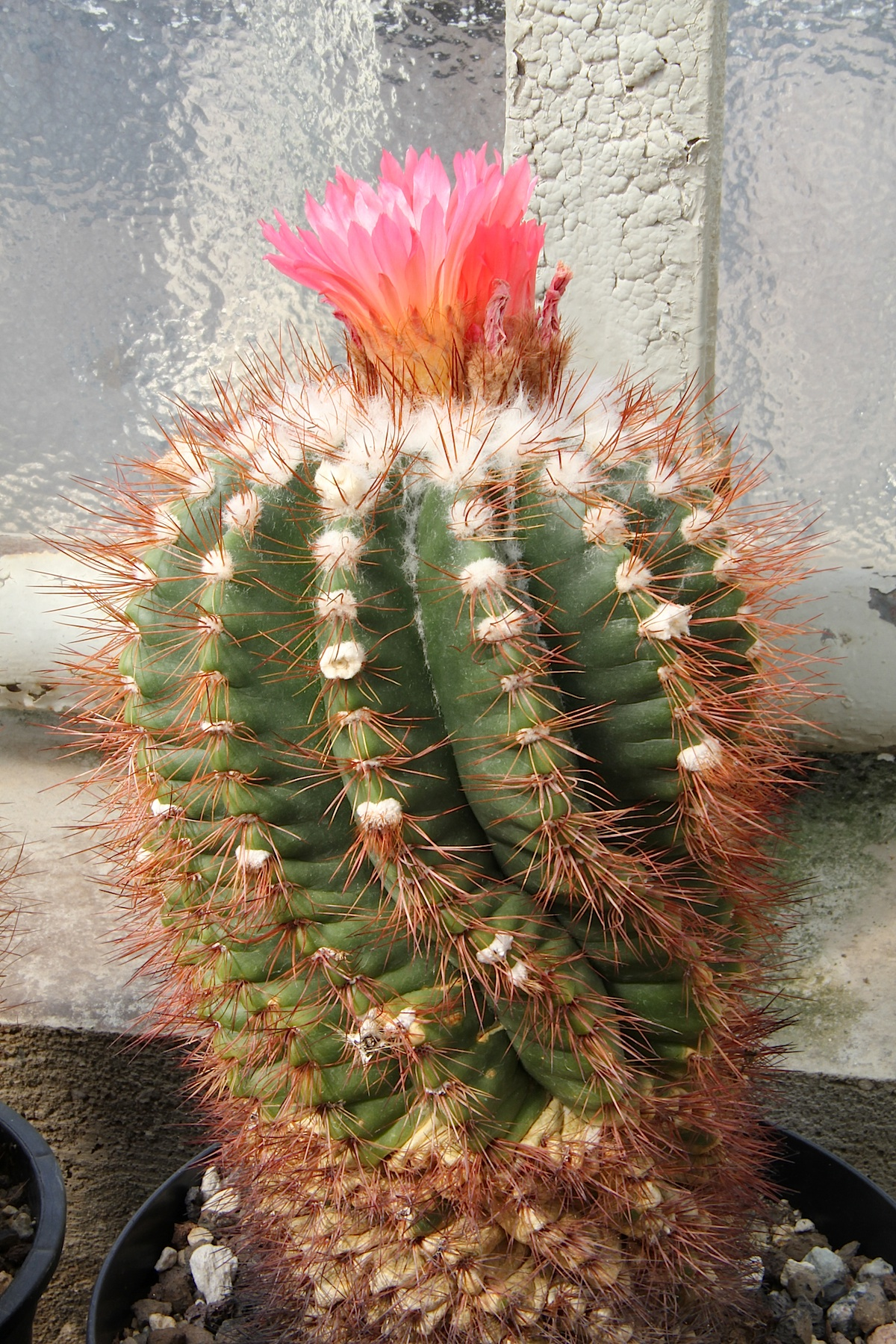
Notocactus horstii.  Subgenus Notocactus
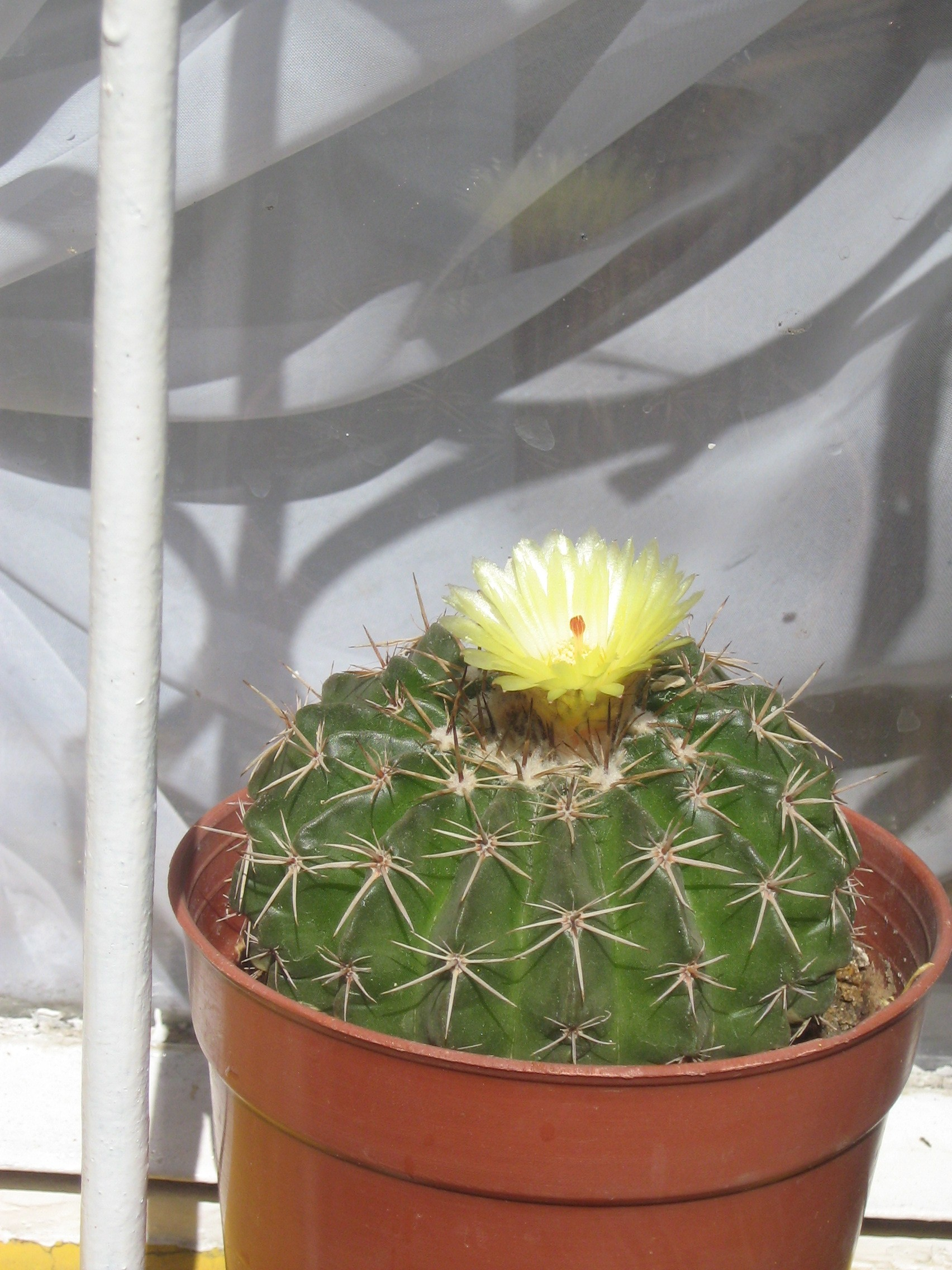
Notocactus erinaceus, mladší rostlina. Subgenus Malacocarpus
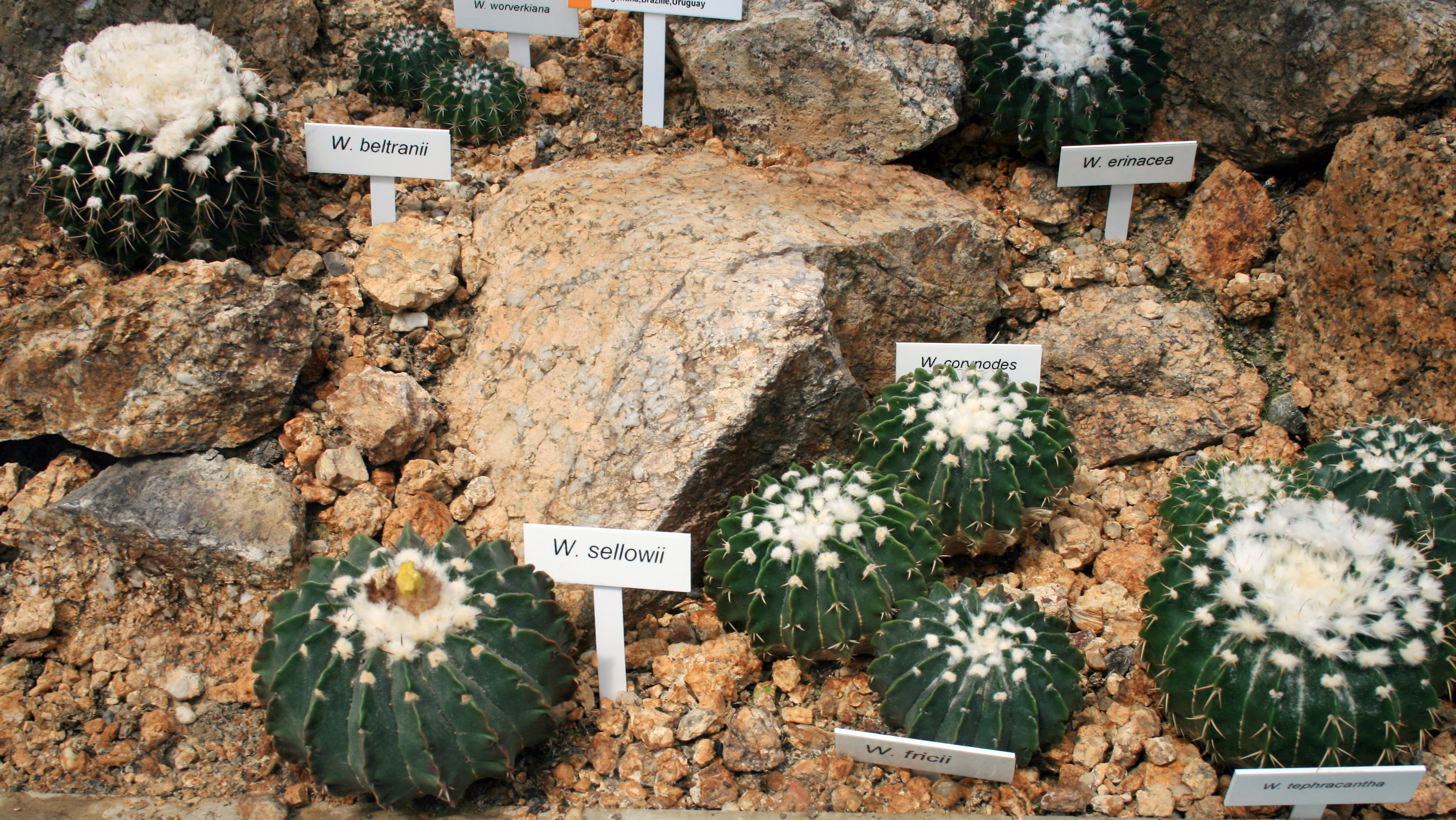
Skupina malacocarpusů. Subgenus Malacocarpus
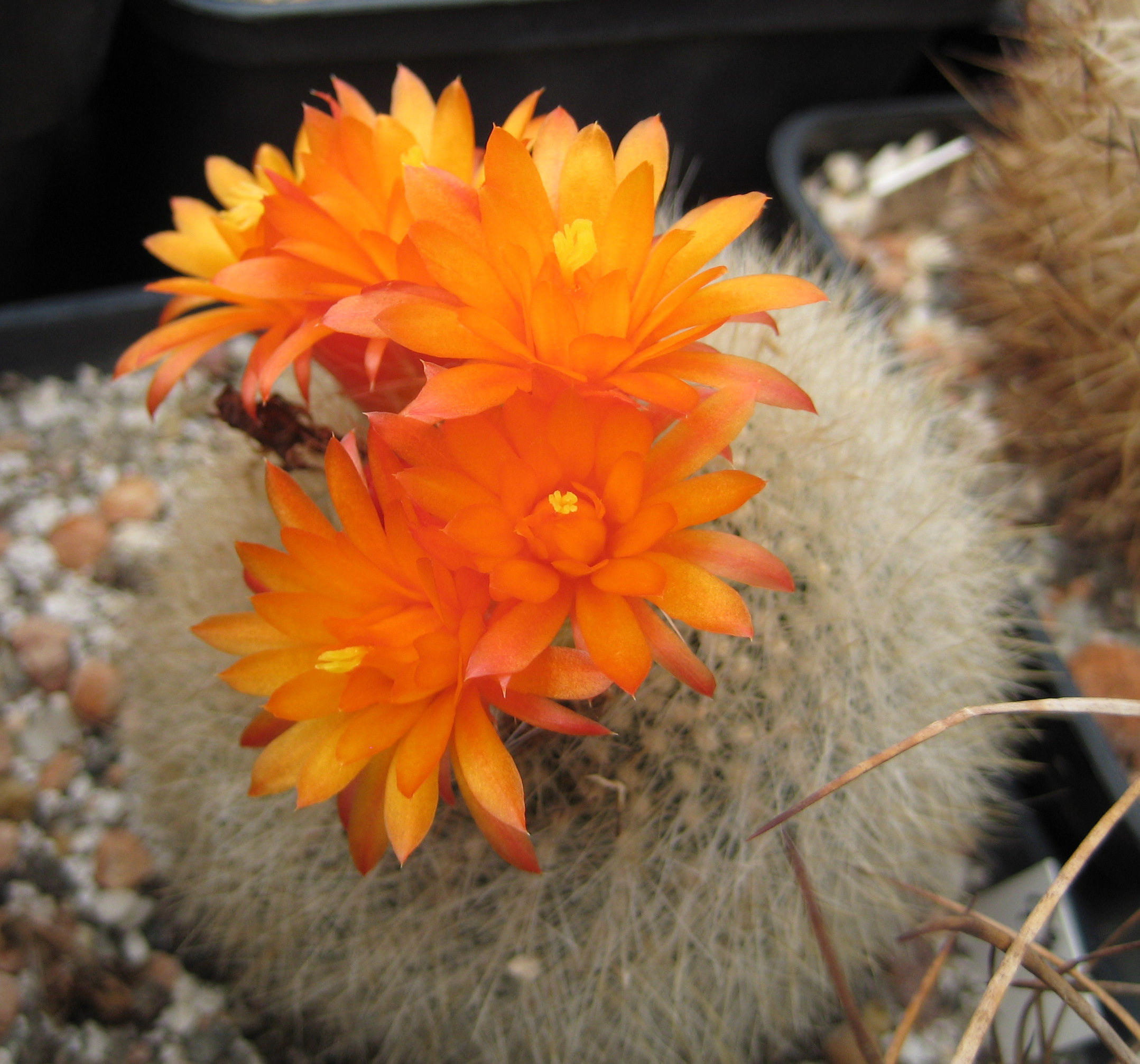
Notocactus haselbergii.  Subgenus Brasilicactus
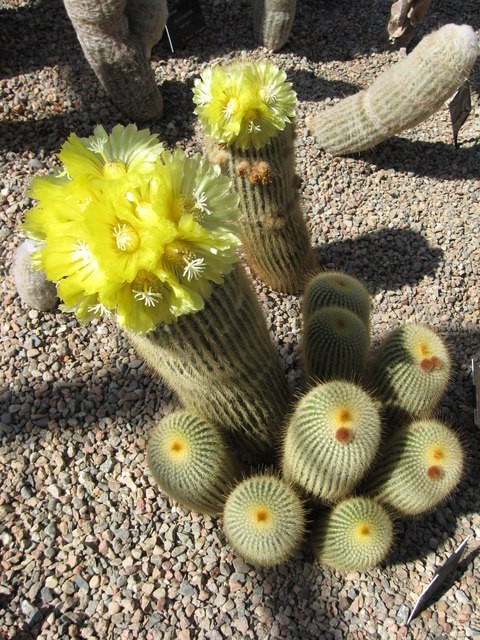
Notocactus leninghausii.  Subgenus Eriocactus
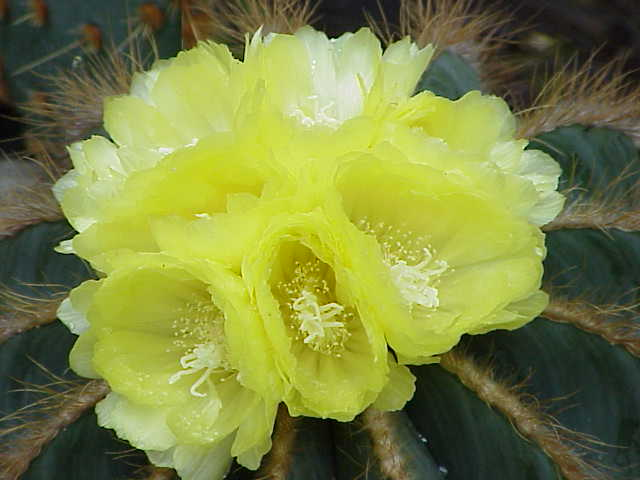
Notocactus magnificus. Subgenus Eriocactus